# Влашки етнографски музей (Сяр)
Вижте пояснителната страница за други значения на Влашки етнографски музей.
Влашкият етнографски музей (на гръцки: Λαογραφικό Μουσείο Βλάχων) е музей в македонския град Сяр (Серес), Гърция.

## История
Музеят се намира на улица „Караискакис“ № 2 в северната махала Панорама, където е и седалището на Асоциацията на власите в ном Сяр „Георгакис Олимпиос“. Парцелът е купен в 1994 година с цел строеж на музейна сграда. Голямата триетажна сграда в традиционен стил е построена с помощта на Министерството на културата, ном Сяр и дем Сяр. Строежът започва в 1997 година и завършва в 1999 година, когато в нея се мести асоциацията. Музеят е открит в 2008 година.
Музеят има няколко тематичниобласти – раждане, детство, юношество, оръжия, сватба, хранене и съдове. Изложени са автентични традиционни носии – ежедневни и официални, инструменти и сечива от бита, стари фотографии на живота на власите в Източна Македония.